# بابارا كولاسزكا
بابارا كولاسزكا (بالإنجليزية: Barbara Kulaszka)‏‏ (1952 في كندا - 15 يونيو 2017 ) محامية من كندا مارست القانون في برايتون ومعروفة بعملها مع قضايا اليمين المتطرف والدفاع عن مجرمي الحرب النازيين المزعومين ومنكري الهولوكوست وقضايا حرية التعبير.